# Villány
Villány (németül: Willand, Wieland) város Baranya vármegyében, a Siklósi járásban.

## Fekvése
A róla elnevezett Villányi-hegység keleti lábainál található, mintegy tíz kilométerre a déli országhatártól. Mohácstól délnyugati, Siklóstól és Harkánytól ugyancsak keleti irányban fekszik.
A szomszédos települések: észak felől Kisbudmér, északkelet felől Pócsa és Borjád, kelet felől Márok, délkelet felől Magyarbóly, dél felől Beremend, délnyugat felől Nagyharsány, északnyugat felől pedig Villánykövesd és Kisjakabfalva.

### Megközelítése
Az ország távolabbi részei felől a legfontosabb megközelítési útvonalai a Mohács-Pécs közt húzódó 57-es főút és az M60-as autópálya, mindkettőről Versendnél letérve érhető el, az 5701-es úton, Ez az út régen a központján is áthaladt, ma már elkerüli azt, a régi nyomvonal azóta az 5705-ös útszámozást viseli.
A környező települések közül Magyarbóly felé az 5702-es út, Villánykövesd-Palkonya irányába az 5707-es út vezet; határszélét délen érinti még az 5706-os út is. Márokkal az 57 105-ös, Kisjakabfalvával pedig az 57 132-es számú mellékút köti össze.
A hazai vasútvonalak közül a várost a ma már nem üzemelő Középrigóc–Villány-vasútvonal, a horvátországi Eszék felé is kapcsolatot biztosító Pécs–Mohács-vasútvonal, valamint a Villány–Magyarbóly-vasútvonal is érinti. Közös állomásuk Villány vasútállomás a belterület északnyugati részén létesült, közúti elérését a közvetlenül mellette elhaladó 5707-es út biztosítja.

## Története
Villány már a történelem előtti időkben lakott volt, amit bronzkori leletek is tanúsítanak. A szőlőművelés eredete feltételezhetően a keltákig, bizonyíthatóan a rómaiakig nyúlik vissza. A Szársomlyó hegy oldalában feltárt római kori oltárkő felirata 50 ha szőlőtelepítést dokumentál.
A honfoglalás után a területen a Kán, Kalán és a Bor nemzetség telepedett le. Később valószínűleg királyi birtok volt. A tatárdúlás után a magyarság elsősorban a várak (ezen a borvidéken Siklós és Szársomlyó) környékén művelte a szőlőt. Erre utal IV. Béla király 1247-ben – a szársomlyói vár alapítólevelében – említi Harsány határát a szőlőkkel.
A mohácsi vész idején a terület Perényi Péter tulajdonában volt. A török uralom alatt Villány teljesen elpusztult. Az elpusztult magyar faluba a törökök szláv (főként rác ) népességet telepítettek. Az 1687-es győztes nagyharsányi csata után a megfogyatkozott lakosságot szervezetten pótolták újabb rác és főleg német nemzetiségűekkel.
1857. május 2-án elérte a vasút a települést, amikor átadták a Pécset Moháccsal összekötő vasútvonalat, (jelenleg a Villány–Mohács-, illetve Pécs–Villány–Magyarbóly-vasútvonal részei); majd 1870. december 20-án megnyitották a Villány-Eszék vasútvonalat; legutóbb pedig 1969-ben összekötötték Villányt Nagyharsánnyal, így bekötötték ide az 1910. július 31-én épült Középrigóc–Villány-vasútvonalat.
1950-ben hozzácsatolták a Villánytól 1,5 km-re keletre levő Virágos községet.

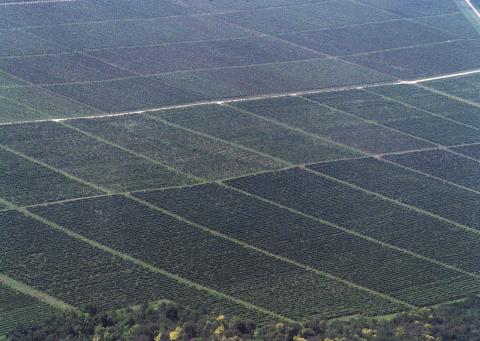
Szőlőültetvények

2000-ben nyerte el a városi címet a település.
2011-ben lakosságának 21,2%-a német nemzetiségűnek vallotta magát, de sokan közülük kettős német–magyar identitásúak, hiszen magyarnak is 85% feletti arányban vallották magukat az emberek Villányban.
2014. október 3-án átadták a települést elkerülő 4,3 km-es utat, amely magába foglalja a Pécs–Mohács-vasútvonal feletti felüljárót is.

### Egyéb érdekességek
2011-ben itt mérték a 24 óra leforgása alatt lehullott legnagyobb csapadékmennyiséget. Augusztus negyedikén egy nap leforgása alatt 114 mm csapadék hullott le.
A vasútállomás területén, a Templom-hegy egyik útbevegásában illetve ezek közelében egy építkezés során triász időszaki tengeri őshüllők és halak maradványait tartalmazó kőzetrétegek kerültek elő, amelyek nagy részét a Magyar Dinoszauruszkutató Expedíció dolgozott fel. Az előkerült maradványok közt találhatunk Lissodus és Paleobates cápa illetve Nothosaurus, Cyamodus, Tanystropheus és Simosauridae tengeri hüllőcsoportokat is.

## Idegen elnevezései
Németül két nevet használnak: Willand és Wieland. Horvátul a hivatalos alak a Viljan. A Viljan alakot a Belvárdgyulán, a Biljan alakot a Töttösön, a Vilanje alakot a Monyoródon élő horvátok használták.

## Közélete

### Polgármesterei
- 1990–1994: Maurer György (független)[8]
- 1994–1998: Takáts Gyula (MDF)[9]
- 1998–2002: Takáts Gyula (független)[10]
- 2002–2006: Takáts Gyula (független)[11]
- 2006–2010: Takáts Gyula Imre (független)[12]
- 2010–2014: Takáts Gyula (független)[13]
- 2014–2019: Takáts Gyula Imre (független)[14]
- 2019–2024: Mayer István (független)[15]
- 2024– : Mayer István (független)[1]

## Gazdaság

### Szőlőművelés
A tatárdúlás után a magyarság elsősorban a várak (ezen a borvidéken Siklós és Szársomlyó) környékén művelte a szőlőt. Erre utal IV. Béla király 1247-ben – a szársomlyói vár alapítólevelében – említi Harsány határát a szőlőkkel.
A török uralom alatt Villány teljesen elpusztult, de a szőlőtermesztés nem szűnt meg, mert a közeli falvak lakói a villányi szőlők egy részét tovább művelték. Az elpusztult magyar faluba a törökök szláv, rác népességet telepítettek. Ők hozták magukkal a kadarka fajtát, és a héjon erjesztéses vörösborkészítés technológiáját. A megfogyatkozott szőlőterületet gyorsan pótolták, sőt tovább növelték. A török uralom alatt megfogyatkozott lakosságot a XVII. század végétől folyamatosan, szervezetten pótolták főleg német nemzetiségűekkel. Betelepülésük jelentős változásokat okozott a szőlőtermesztésben és a borászatban. Magukkal hozták "Portugieser" azaz a Kékoportó szőlőfajtát is.
A falvak közelében pincesorok épültek. A kis présházakból nyílnak a rövid, ritkán elágazó nem mély pincék. Itt történt a leszüretelt és szekéren álló nagy hordókban odaszállított termés feldolgozása, erjesztése. A Villányi bor egyre nagyobb hírnévre tett szert, jelentős exportárú volt.
A filoxéra ezeket a szőlőket sem kímélte. A rekonstrukció a már más borvidéknél is ismert változásokat hozta. 1912-ben pezsgőüzemet létesített Schaumburg – Lippe féle uradalom. Hagyományosnak a kadarka, Kékoportó majd a Kékfrankos fajta tekinthető. A filoxéra után francia eredetű fajtákat is telepítettek, mint például a Cabernet franc, Cabernet sauvignon, Merlot. Villány térségében a vörös-, Siklós határában pedig a fehérborszőlő-fajták az uralkodóak.
A település a Villányi borvidékhez tartozik.

## Népesség
A település népességének változása:
| Lakosok száma | 2545 | 2524 | 2539 | 2282 | 2183 | 2031 | 1982 | 2010 |
|               | 2013 | 2014 | 2015 | 2019 | 2021 | 2022 | 2023 | 2024 |

A 2011-es népszámlálás során a lakosok 85,3%-a magyarnak, 21,2% németnek, 1,7% cigánynak, 0,8% horvátnak, 0,5% szerbnek, 0,2% románnak mondta magát (13,9% nem nyilatkozott; a kettős identitások miatt a végösszeg nagyobb lehet 100%-nál). A vallási megoszlás a következő volt: római katolikus 61%, református 7,7%, evangélikus 1%, görögkatolikus 0,2%, felekezeten kívüli 7,6% (21,5% nem nyilatkozott).
2022-ben a lakosság 90,4%-a vallotta magát magyarnak, 15,6% németnek, 0,9% cigánynak, 0,8% horvátnak, 0,7% szerbnek, 1,2% egyéb, nem hazai nemzetiségűnek (9,3% nem nyilatkozott; a kettős identitások miatt a végösszeg nagyobb lehet 100%-nál). Vallásuk szerint 45,6% volt római katolikus, 8,5% református, 1,1% evangélikus, 0,4% ortodox, 0,2% görög katolikus, 0,6% egyéb keresztény, 1,3% egyéb katolikus, 8,5% felekezeten kívüli (33,6% nem válaszolt).

## Testvértelepülések
- Székelyvécke, Románia
- Eislingen/Fils, Németország
- Sankt Stefan ob Stainz, Ausztria
- Zamárdi, Magyarország
- Nyékvárkony, Szlovákia

## Nevezetességei
- Bormúzeum ( az egykori Teleki Pincében )
- Templom-hegyi kőbánya (Természetvédelmi terület, Ammonitesz tanösvény, másképpen használt megnevezés: Őslény tanösvény)
- A villányi borfesztivál
- A Siklós-Villányi borút
- A szoborpark

## Híres szülöttei
- Villányi Andor, 1922-ig Schwabach (1889. május 25. – 1944 körül) író, színműíró, újságíró.
- Jovan Lazić (1919-1943) - kommunista forradalmár, Jugoszlávia nemzeti hőse